# 京都府道533号内宮地頭線
京都府道533号内宮地頭線（きょうとふどう533ごう ないくじとうせん）は、京都府福知山市から舞鶴市に至る一般府道である。

## 概要
福知山市大江町内宮から舞鶴市字地頭に至る。
福知山市と舞鶴市との境界付近は通行不可能である。

### 路線データ
- 起点：福知山市大江町内宮（内宮交差点、京都府道9号綾部大江宮津線交点）
- 終点：舞鶴市字地頭（地頭交差点、国道175号交点）

## 地理

### 通過する自治体
- 京都府
  - 福知山市 - 舞鶴市

### 交差する道路
| 交差する道路                    | 市町村名 | 交差する場所 | 交差する場所                  |
| ------------------------------- | -------- | ------------ | ----------------------------- |
| 京都府道9号綾部大江宮津線       | 福知山市 | 大江町内宮   | 内宮交差点 / 起点             |
| 通行不能区間                    |          |              |                               |
| 京都府道567号地頭四所停車場線   | 舞鶴市   | 字地頭       | 小俣交差点                    |
| E9 京都縦貫自動車道 / 国道478号 | 舞鶴市   | 字地頭       | 舞鶴大江IC交差点 2 舞鶴大江IC |
| 国道175号                       | 舞鶴市   | 字地頭       | 地頭交差点 / 終点             |

### 交差する鉄道
- 京都丹後鉄道宮福線

### 沿線
- 京都丹後鉄道宮福線 大江山口内宮駅
- 檀神社
- 法隆寺
- 舞鶴市立岡田上小学校
- 稲荷大明神
- E9 京都縦貫自動車道 由良川PA
- 由良川